# Cordon bleu (jelo)
Cordon bleu ili šnicla cordon bleu je jelo od mesa omotanog oko sira (ili punjenog sirom), zatim pohano i prženo na tavi ili duboko prženo. 
Teleći ili svinjski cordon bleu priprema se od tanko istučenog telećeg ili svinjskog mesa, omotanog oko šnite šunke i šnite sira, uvaljanog u krušne mrvice, a zatim prženog na tavi ili pečenog u pećnici.
Za pileći cordon bleu koristi se pileća prsa umjesto teletine.
Šunka cordon bleu je šunka punjena gljivama i sirom.